# (8781) Yurka
(8781) Yurka – planetoida z grupy pasa głównego asteroid okrążająca Słońce w ciągu 3 lat i 233 dni w średniej odległości 2,36 au. Została odkryta 1 kwietnia 1976 roku. Przed nadaniem nazwy planetoida nosiła oznaczenie tymczasowe (8781) 1976 GA2.